# Katie (Oklahoma)
Katie es un pueblo ubicado en el condado de Garvin en el estado estadounidense de Oklahoma. En el año 2010 tenía una población de 348 habitantes y una densidad poblacional de 6,6 personas por km².

## Geografía
Katie se encuentra ubicado en las coordenadas 34°34′46″N 97°21′08″O / 34.57944, -97.35222. Según la Oficina del Censo de los Estados Unidos, Katie tiene una superficie total de 20,356 mi² (52,7 km²), de la cual 20,25 mi² (52,4 km²) corresponden a tierra firme y 0,106 mi² (0,3 km²) es agua.